# 歌祭文 〜ALL TIME BEST〜
『歌祭文 〜ALL TIME BEST〜』（うたざいもん オール・タイム・ベスト）は、一青窈の3枚目のベスト・アルバム

## 解説
ベスト・アルバムとしては2010年の『ハナミズキ 〜君と好きな人が 百年続きますように〜』以来、約7年2ヶ月振りとなる。
本作は一青窈の歌手デビュー15周年を記念して制作された自身としては初のオールタイム・ベストとなり、デビューした2002年から2017年までに発表されたシングル、アルバムから選ばれた楽曲がそれぞれCD2枚に分けられて収録され、Disc.1は「一青歌祭文」と題して、カラオケで最も歌われ、ヒットした「ハナミズキ」や一青の名を一躍全国に知らしめる切っ掛けを作ったデビュー曲「もらい泣き」を始め、テレビ番組や映画等のタイアップが着いた数々の楽曲の中から厳選された楽曲を発売順に収録し、一青がこれまでに歩んできた歴史を凝縮した1枚として仕上がっており、一方のDisc.2は「新盤歌祭文」と題され、こちらではこれまでに発表された楽曲から厳選された楽曲に加え、直近に発売されたシングル「七変化」を初めとしていきものがかりの水野良樹やBEGINの上地等と島袋優によるプロデュース曲や、本作で初のCD化を果たした配信限定シングル等が選ばれており、一青窈の"現在(いま)"を表した楽曲構成となっている。

## 製作背景
アルバムタイトルの由来に関して
一青は本作のタイトルに関して以下のように語っている。
この『歌祭文』と言うタイトルは、ベスト・アルバムと新譜の抱き合わせの形として出すと言う事になった時に私自身は一貫してその時々の世情を歌い続けてきたと言うつもりでいたので、山伏が世の中のある出来事やエピソードを歌いながら各地を転々と回っていたという、歌祭文についてのお話を聞いた時に今回のアルバムに相応しい言葉だなと思ったんです。元々は錫杖と言う長い杖を振り回しつつ法螺貝を吹きながら神がかり的な内容を歌っていたんですが、後にそれらが日常で起こる出来事を歌詞に込めて歌ったと言う、そう言った歌の事を言うんだそうです。
Disc.2に収録された新曲について
以下のように語っている。
今回の新曲は色々と意識をしながら様々な曲調を選び抜いて収録しました。共に作業する事も多い武部聡志さんもこれまでと違って、シティポップのような楽曲がやりたいなと要望を仰っていたり、歌謡テイストとか、アカペラとか、洒落た曲だったり、私としては曲を頂いた時にトレンディードラマの隆盛期の頃に流行った曲の雰囲気を持った曲が多いかな、と思いましたね。
作詞に入る際に意識したことについて
以下のように語っている。
これまでは、主に日本語と中国語に重きを置いて歌詞を書いてきていたんですが、今回は英語を使いたいなと思って積極的に取り入れながら取り組んで行きました。もうちょっと歌詞の奥行きと幅を広げていきたいなと思って。これは一重に出産経験を経ての心境の変化かなと思うんです。新曲の中にはアカペラの曲もあるんですが、これは私自身がアカペラ曲を入れてたいと申し出たんです。。
と言うのも、大学の頃、アカペラ曲が収録されたCDを選ぶことが多かったんです。それを練習をかねて、とにかくカバーをしたかったんです。そんな感じでその頃の私のように歌が好きな子達が「お、アカペラの曲があるな、ハモリの練習にもってこいだな。」と思って貰えたら良いなと思ったのがありますね。

## 楽曲解説
てんてこ舞い
こちらの曲は一青がかつて2005年に京都祇園甲部歌舞連所にて行われた一夜限りのスペシャル・ライブのために書き下ろされた楽曲となっており、長らく未発表曲であり続けたが、本アルバムにて初収録される形となった。
どうしても
こちらの曲はスパニッシュ・アレンジで仕上げられた曲であり、一青が自身の代表子供に向けて制作された楽曲となる。一青は本作に関して以下のように語っている。
子供の母親としての私から、歌手一青窈に戻していくのがとても大変だったように思いますね。子育てに専念中で授乳からおむつ替えとかのピークの時だったので、いざ詞を書いていこうと思っても、一体何から書いていけばいいのだろう、ってだいぶ苦慮しましたね。子供を産んだ事を機に歌詞が書けなくなってしまうのではないかと不安に思う事もありましたが...。どうにか書き切る事が出来ましたね。
シュプール
この曲は好きな人に対して女性からでも気持ちを伝える勇気の大切さを歌ったものであり、一青は本作に関して以下のように語っている。
私の幼馴染がみんなまだ結婚には至っていないんですけど、その理由の中になかなか自分の気持ちが言えないからと言うのがあるんですよ。その時によく言われるのは「窈ちゃんとは違うんだから」って言われます。それだとまるで私が勇気ある告白のできる女って感じになるんですが、「いや、私だって怖いよ。けどそこを振り切って相手に気持ちを伝えるんだよ。」って言ってるんですね。けど「いやぁ、窈ちゃんはねぇ。」とまだ躊躇してる感じだったので、「なら、その勇気を私からあげる」って感じの事を書いたのがこの曲なんです。その友達を励ます意味で「好きなら好きで、一緒にずっといたいなら、女からでも臆することなく告白していけ!」と言う応援メッセージのような感じですね。
雨とrendez-vous
この曲は昔に付き合っていて今はもう別れてしまった人がよく聞いていたラジオに自然とチューニングしてしまうと言う心境を歌ったものであり、一青は本作に関して以下のように語っている。
この曲は友人から「昔、付き合っていた人の好きだったラジオにいつもチューニングを合わせてしまうことがよくある」と言う話を聞いて、とても素敵な話だなと思って。もう離れて会えない人だけど、どこかでその事を体や気持ちが覚えていると言うのは、歌詞に盛り込みたいなと思いましたね。
会いたかったのは僕の方
こちらの曲は一青曰く、"「こんにちは赤ちゃん」の一青版"が作りたいとBEGINの上地等と島袋優が一青に打診をされたと言い、子供の事なのですんなりと書き上がったのだと言う。

## 収録曲

### Disc.1 「一青歌祭文」
全曲作詞：一青窈 (特記を除く)
1. もらい泣き
作曲：武部聡志、マシコタツロウ、溝渕大智 / 編曲：武部聡志
1stシングル
2. 月天心
作曲・編曲：武部聡志
1stアルバム『月天心』の表題曲
3. 大家 (ダージャー)
作曲・編曲：武部聡志
2ndシングル
4. ハナミズキ
作曲：マシコタツロウ / 編曲：武部聡志
5thシングル
東宝系映画『ハナミズキ』主題歌
5. 影踏み
作曲：都志見隆 / 編曲：山内薫、弦一徹
6thシングル
東宝系映画『ハナミズキ』挿入歌
6. かざぐるま
作曲・編曲：武部聡志
7thシングル
東宝系映画『蟬しぐれ』イメージソング
7. 指切り
作曲・編曲：小林武史
8thシングル
エムティーアイ「music.jp」CMソング
8. さよならありがと
作曲・編曲：武部聡志
3rdアルバム『&』収録曲
9. つないで手
作曲：川江美奈子 / 編曲：武部聡志
9thシングル
全薬工業「新リコリス『ゼンヤク』」2007年度CMソング
ビターズ・エンド配給映画『きみの友だち』主題歌
10. うんと幸せ
作曲・編曲：小林武史、武部聡志
14thシングル
ギャガ配給映画『私の中のあなた』イメージ・ソング
ケイダッシュステージ・リンクライツ配給映画『それでも花は咲いていく』主題歌
11. Final Call
作曲・編曲：小林武史
5thアルバム『花蓮街』収録曲
12. Lesson
作曲・編曲：岡村靖幸
配信限定シングル
13. dots and lines loves Mummy-D
作詞：一青窈/Mr.Drunk / 作曲：小林武史/Mr.Drunk / 編曲：小林武史
16thシングル
アニメ『ZETMAN』オープニング・テーマ
14. 愛と誠のファンタジア
作曲・編曲：小林武史
17thシングル
15. 道案内
作曲・編曲：小林武史
17thシングル

### Disc.2 「新盤歌祭文」
全曲作詞：一青窈
1. てんてこ舞い
作曲・編曲：武部聡志
新曲
2. どうしても
作曲：マシコタツロウ / 編曲：武部聡志
新曲
3. 満点星
作詞：一青窈 / 作曲・編曲：武部聡志
配信限定シングル
映画『はなちゃんのみそ汁』主題歌
4. シュプール
作曲・編曲：川江美奈子
新曲
5. 霞道 (かすみじ)
作曲・編曲：武部聡志
18thシングル『蛍』のカップリング
東風配給映画『ペコロスの母に会いに行く』主題歌
6. 七変化
作曲：水野良樹 / 編曲：本間昭光
20thシングル
7. 蛍
作曲：多保孝一 / 編曲：武部聡志
18thシングル
朝日放送『教えて！ニュースライブ 正義のミカタ』エンディングテーマ
8. ブーケ
作曲：マシコタツロウ / 編曲：武部聡志
新曲
9. 他人の関係 feat. SOIL & “PIMP”SESSIONS
作詞：有馬三恵子／作曲：川口真／編曲：SOIL&"PIMP"SESSIONS
19thシングル
フジテレビ系ドラマ『昼顔〜平日午後3時の恋人たち〜』主題歌
10. 空音 (そらね)
作詞：一青窈 / 作曲・編曲：武部聡志
配信限定シングル
映画『ママ、ごはんまだ?』の主題歌
11. 雨とrendez-vous
作曲・編曲：武部聡志
新曲
12. パパママ
作曲：岸谷香 / 編曲：本間昭光
7thアルバム『私重奏』収録曲
13. ハナミズキ (「ヒトトウタ」Ver.)
作詞：一青窈 / 作曲：マシコタツロウ / 編曲：武部聡志
カバー・アルバム『ヒトトウタ』収録曲及び、5thシングルの新録音
14. 会いたかったのは僕の方
作曲：上地等、島袋優 / 編曲：島袋優
新曲
15. 闇の目
作曲：マシコタツロウ / 編曲：武部聡志
新曲

### Disc.3 初回限定盤DVD
「一青窈withプラハ国立歌劇場管弦楽団」@東京芸術劇場 コンサートホール
1. ケッチョン
2. パパママ
3. 車屋さん
4. もらい泣き
5. てんてこ舞い
6. ハナミズキ
7. アリガ十々